# Defence for Children International

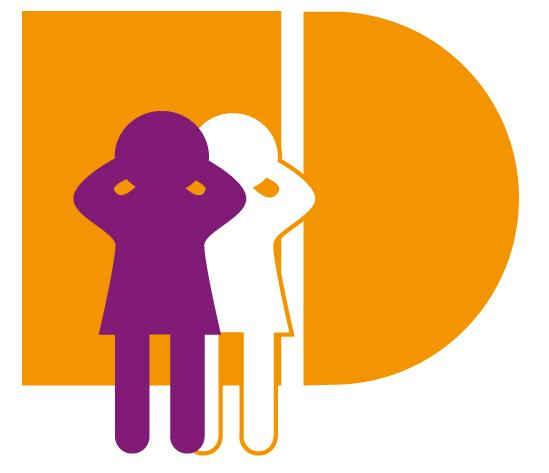
Logo der Defence for Children International

Defence for Children International (DCI) ist eine unabhängige NGO, die im internationalen Jahr des Kindes (1979) gegründet wurde. Sie hat das Ziel für Kinderrechte einzutreten, die in der Kinderrechtskonvention stehen.

## Organisation und Themen
Das internationale Sekretariat befindet sich in Genf in der Schweiz, wo die Organisation 1979 gegründet wurde. Die Gründung geht wesentlich auf Nigel Cantwell zurück, nachdem er zuvor erfolglos versucht hatte, mit der International Union of Child Welfare am Thema Kinderrechte zu arbeiten.
Zu Beginn arbeitete die DCI vor allem an einzelnen Fällen, bei denen sie Kindern half, ihre Rechte durchzusetzen. Später veröffentlichte die DCI auch Studien, die sich systematisch mit der Situation von Kindern beschäftigen, und wirkte daraufhin auch bei den Vereinten Nationen und mit Amnesty International an der Ausarbeitung von Standards mit, wodurch die Arbeit an Einzelfällen bei der internationalen Sektion wieder in den Hintergrund rückte. Die DCI arbeitet ferner an der Überwachung und Evaluation hinsichtlich der Umsetzung von Kinderrechten durch die Staaten. Sie gehört zur Koalition für die Beendigung des Einsatzes von Kindersoldaten und dem Child Rights Information Network. DCI hat einen beratenden Status beim Wirtschafts- und Sozialrat der Vereinten Nationen, UNICEF, UNESCO und dem Europarat.
Zu den Hauptthemen gehören Kinderarbeit, geflüchtete Kinder, Kinder indigener Menschen, Kinderprostitution, sowie Kinder in bewaffneten Konflikten. Bei den Themen arbeitet die DCI sowohl an präventiven Strategien als auch daran, Kindern zu helfen, die bereits zu Schaden gekommen sind. Die DCI arbeitet mit lokalen Sektionen und assoziierten Mitgleitern zusammen, die an den Themen arbeiten, die für die jeweilige Region am relevantesten sind. In besetzten palästinensischen Gebieten verteidigt die DCI Kinder vor israelischen Militärgerichten und dokumentiert Misshandlungen und Erschießungen durch die israelische Armee.

## Kontroverse um Einstufung als Terrororganisation durch die israelische Regierung
Als im Oktober 2021 Israel den palästinensischen Ableger der DCI neben fünf weiteren renommierte NGOs, die in den seit 1967 besetzten palästinensischen Gebieten tätig waren, als „Terrororganisationen“ einstufte, löste es damit weltweit Proteste aus. Israel reagierte damit auf die Publikation des vom UN-Menschenrechtsrats in Auftrag gegebenen Goldstone-Bericht, bei dem NGOs maßgeblich an den Recherchen beteiligt waren und zu dem Ergebnis kam, dass die israelische Armee ebenso wie die Hamas im Gazakrieg 2008/09 gegen das Kriegsvölkerrecht verstoßen hatte. Der Befund, dass es auf beiden Seiten zu Verbrechen gegen die Menschlichkeit gekommen war, löste damals in Israel große Empörung aus. Die fünf weiteren NGOs waren:
- die Addameer, die die Rechte politischer Gefangener vertritt und  regelmäßig Berichte zu Folter in Gefängnissen veröffentlicht,
- die Menschenrechtsorganisation Al-Haq, die für ihre Arbeit mehrere internationale Preise erhielt und der Internationalen Juristenkommission angehört,
- das Bisan-Zentrum für Forschung und Entwicklung, das  die sozioökonomischen Folgen der militärischen Besatzung untersucht,
- die Union der Komitees für landwirtschaftliche Arbeit (UAWC), die Kleinbauern unterstützt,
- die Union der palästinensischen Frauenkomitees (UPWC), die sich für die Rechte von Frauen unter der Besatzung einsetzt.[9][8][10]

Die zivilgesellschaftliche NGOs – die unter anderem von der EU und den UN gefördert wurden – hätten Verbindungen zur Volksfront für die Befreiung Palästinas (PFLP), so das israelischen Verteidigungsministeriums unter Benny Gantz. Viele der NGOs haben ihre Wurzeln in der palästinensischen Linken, die maßgeblich durch die PFLP geprägt wurde, doch jenseits dieser historischen Verbindungen gab es nie Belege für den israelischen Vorwurf, die NGOs würden Geldwäsche für die PFLP betreiben oder von der Partei Befehle entgegennehmen. Israel konnte keine Belege für die Anschuldigungen vorlegen.
Amnesty International und Human Rights Watch kritisierten den Schritt als einen Angriff auf die internationale Menschrechtsbewegung. Das Menschenrechtsbüro der UN zeigte sich alarmiert. Die USA und EU, die nicht vorab informiert waren, forderten von der israelischen Regierung weitere Informationen an. Im November 2021 teilte der irische Außenminister Simon Coveney mit, dass weder Irland noch der EU Beweise für die israelischen Behauptungen trotz mehrfacher Nachfrage vorgelegt wurden. De facto hatte Israel die Arbeit der Menschenrechtsorganisationen vor Ort unmöglich gemacht, was von einigen Beobachtern als das eigentliche Ziel der unbelegten Einstufung gesehen wurde.
Bei der Überprüfung der israelischen Geheimdienstinformationen, die der CIA zur Verfügung gestellt wurden, konnte diese keine Beweise für die israelischen Anschuldigungen finden. Dies spiegelte die Ergebnisse europäischer Regierungen wider, denen ebenfalls ein israelisches Geheimdossier vorgelegt worden war. Abgeordnete im Kongress der Vereinigten Staaten waren bestürzt über die Qualität der Beweise des Geheimdossiers. Doch die US-Regierung von Joe Biden ergriff keine Maßnahmen auf die Ergebnisse des CIA-Berichts hin, Außenminister Tony Blinken versuchte das Thema zu vermieden und sagte, es sei ist nichts, womit sie sich zu sehr befassen wollten.